# Пыдер, Инге Хансовна
Инге Пыдер (эст. Inge Pőder; 1 мая 1917, Ревель — 23 февраля 1996, Таллин) — эстонская советская артистка балета. Заслуженная артистка Эстонской ССР (1952).

## Биография
Родилась в 1917 году в Таллине.
В 1926—1934 годах училась в студии танца у Тамары Бек-Кусиковой (сестры поэта Александра Кусикова), нескольких лет работала в её труппе.
В 1936—1939 — танцовщица и драматическая актриса театра «Эндла» в Пярну.
С 1940—1955 года — солистка балетной труппы Государственного театра оперы и балета «Эстония».
Член Театрального общества Эстонской ССР с 1949 года. В 1952 году присвоено звание Заслуженной артистки Эстонской ССР.
Исполняла различные партии, характерные роли в опереттах, композитор Густав Эрнесакс писал партии под её индивидуальность.
В 1955 году приняла участие в съёмках музыкального фильма «Когда наступает вечер».
Выступала как балетмейстер, ставила танцы в опереттах, драматических спектаклях, стояла у истоков варьете «Виру».
На протяжении многих лет преподавала танец на кафедре исполнительских искусств Таллиннской государственной консерватории.
Умерла в 1996 году в Таллине.